# 2023-as női labdarúgó-világbajnokság
A 2023-as női labdarúgó-világbajnokságot Ausztrália és Új-Zéland rendezésében 2023. július 20. és augusztus 20. között bonyolították le. A 9. női labdarúgó-világbajnokságon első alkalommal vett részt 32 nemzet válogatottja. A világbajnokságot története során első alkalommal a Spanyolország nyerte.

## Helyszínek
A mérkőzéseket az alábbi helyszíneken rendezték:
| Ausztrália                               | Ausztrália                               | Ausztrália                               | Ausztrália                           | Ausztrália                           | Ausztrália                           |
| Sydney                                   | Sydney                                   | Brisbane                                 | Melbourne                            | Perth                                | Adelaide                             |
| ---------------------------------------- | ---------------------------------------- | ---------------------------------------- | ------------------------------------ | ------------------------------------ | ------------------------------------ |
| Australia Stadion                        | Sydney Football Stadion                  | Lang Park                                | AAMI Park                            | Perth Rectangular Stadion            | Hindmarsh Stadion                    |
| Befogadóképesség: 83 500                 | Befogadóképesség: 42 500                 | Befogadóképesség: 52 500                 | Befogadóképesség: 30 050             | Befogadóképesség: 22 500             | Befogadóképesség: 16 500             |
|                                          |                                          |                                          |                                      |                                      |                                      |
| Sydney Brisbane Melbourne Perth Adelaide | Sydney Brisbane Melbourne Perth Adelaide | Sydney Brisbane Melbourne Perth Adelaide | Auckland Wellington Dunedin Hamilton | Auckland Wellington Dunedin Hamilton | Auckland Wellington Dunedin Hamilton |
| Új-Zéland                                |                                          |                                          |                                      |                                      |                                      |
| Auckland                                 | Auckland                                 | Wellington                               | Wellington                           | Dunedin                              | Hamilton                             |
| Eden Park                                | Eden Park                                | Wellington Regional Stadion              | Wellington Regional Stadion          | Forsyth Barr Stadion                 | Waikato Stadion                      |
| Befogadóképesség: 50 000                 | Befogadóképesség: 50 000                 | Befogadóképesség: 34 500                 | Befogadóképesség: 34 500             | Befogadóképesség: 30 748             | Befogadóképesség: 25 800             |
|                                          |                                          |                                          |                                      |                                      |                                      |

## Résztvevők
32 csapat kvalifikálta magát a labdarúgó-világbajnokság döntőjébe. A FIFA mind a hat szövetsége képviselte magát: tizenkettő az UEFA, hat az AFC, hat a CONCACAF, három a CONMEBOL, négy a CAF, valamint egy az OFC zónából.

A FIFA konföderációinak térképe

A világbajnoki selejtezőkön részt vevő nemzetek
Kijutott a rendezvényre
Kiesett a selejtezők során
Visszalépett vagy eltiltott
Nem indult

| Csapat                  | Szövetség | Rsz |
| ----------------------- | --------- | --- |
| Dél-afrikai Köztársaság | CAF       | 1   |
| Marokkó                 | CAF       | –   |
| Nigéria                 | CAF       | 8   |
| Zambia                  | CAF       | –   |
| Ausztrália (R)          | AFC       | 7   |
| Dél-Korea               | AFC       | 3   |
| Fülöp-szigetek          | AFC       | –   |
| Japán                   | AFC       | 8   |
| Kína                    | AFC       | 7   |
| Vietnám                 | AFC       | –   |
| Argentína               | CONMEBOL  | 3   |
| Brazília                | CONMEBOL  | 8   |
| Kolumbia                | CONMEBOL  | 2   |
| Anglia                  | UEFA      | 5   |
| Dánia                   | UEFA      | 4   |
| Franciaország           | UEFA      | 4   |
| Hollandia               | UEFA      | 2   |
| Írország                | UEFA      | –   |
| Németország             | UEFA      | 8   |
| Norvégia                | UEFA      | 8   |
| Olaszország             | UEFA      | 3   |
| Portugália              | UEFA      | –   |
| Spanyolország           | UEFA      | 2   |
| Svájc                   | UEFA      | 1   |
| Svédország              | UEFA      | 8   |
| Egyesült Államok (CV)   | CONCACAF  | 8   |
| Costa Rica              | CONCACAF  | 1   |
| Haiti                   | CONCACAF  | –   |
| Jamaica                 | CONCACAF  | 1   |
| Kanada                  | CONCACAF  | 7   |
| Panama                  | CONCACAF  | –   |
| Új-Zéland (R)           | OFC       | 5   |

## Csoportkör
A csoportkörben minden csapat a másik három csapattal egy-egy mérkőzést játszik, így összesen 6 mérkőzésre kerül sor mind a nyolc csoportban. Minden csoportban az utolsó két mérkőzést azonos időpontban játsszák. A csoportok első két helyezettje jut az egyenes kieséses szakaszba, ahol egy mérkőzésen döntik el a továbbjutást.

### Sorrend meghatározása
A csoportokban a következők szerint kellett a sorrendet meghatározni:
1. több szerzett pont az összes mérkőzésen (egy győzelem 3 pont, egy döntetlen 1 pont, egy vereség 0 pont),
2. jobb gólkülönbség az összes mérkőzésen,
3. több szerzett gól az összes mérkőzésen.
4. több szerzett pont az azonosan álló csapatok között lejátszott mérkőzéseken,
5. több szerzett gól az azonosan álló csapatok között lejátszott mérkőzéseken,
6. jobb gólkülönbség az azonosan álló csapatok között lejátszott mérkőzéseken,
7. alacsonyabb fair play pontszám (egy mérkőzésen csak egy alkalmazható játékosonként)
  - –1 pont egy sárga lap;
  - –3 pont a két sárga lap utáni piros lap;
  - –4 pont egy azonnali piros lap;
  - –5 pont egy sárga lap utáni azonnali piros lap;
8. sorsolás.

Az időpontok helyi idő szerint értendők.

### A csoport
| Hely. | Csapat         | M | Gy | D | V | G+ | G– | Gk | P | Továbbjutás                             |
| ----- | -------------- | - | -- | - | - | -- | -- | -- | - | --------------------------------------- |
| 1.    | Svájc          | 3 | 1  | 2 | 0 | 2  | 0  | +2 | 5 | Továbbjut az egyenes kieséses szakaszba |
| 2.    | Norvégia       | 3 | 1  | 1 | 1 | 6  | 1  | +5 | 4 | Továbbjut az egyenes kieséses szakaszba |
| 3.    | Új-Zéland      | 3 | 1  | 1 | 1 | 1  | 1  | 0  | 4 |                                         |
| 4.    | Fülöp-szigetek | 3 | 1  | 0 | 2 | 1  | 8  | −7 | 3 |                                         |

| 2023. július 20. 19:00 (UTC+12) |

| Új-Zéland     | 1–0               | Norvégia |
| ------------- | ----------------- | -------- |
| Wilkinson 48' | (0–0) Jegyzőkönyv |          |

| Eden Park, Auckland Nézőszám: 42 137 Játékvezető: Jamasita Josimi (japán) |

| 2023. július 21. 17:00 (UTC+12) |

| Fülöp-szigetek | 0–2               | Svájc                              |
| -------------- | ----------------- | ---------------------------------- |
|                | (0–1) Jegyzőkönyv | Bachmann 45' (11-esből) Piubel 64' |

| Forsyth Barr Stadion, Dunedin Nézőszám: 13 711 Játékvezető: Vincentia Amedome (togói) |

| 2023. július 25. 17:30 (UTC+12) |

| Új-Zéland | 0–1               | Fülöp-szigetek |
| --------- | ----------------- | -------------- |
|           | (0–1) Jegyzőkönyv | Bolden 24'     |

| Wellington Regional Stadion, Wellington Nézőszám: 32 357 Játékvezető: Katia Itzel Garcia (mexikói) |

| 2023. július 25. 20:00 (UTC+12) |

| Svájc | 0–0               | Norvégia |
| ----- | ----------------- | -------- |
|       | (0–0) Jegyzőkönyv |          |

| Waikato Stadion, Hamilton Nézőszám: 10 769 Játékvezető: Stéphanie Frappart (francia) |

| 2023. július 30. 19:00 (UTC+12) |

| Svájc | 0–0               | Új-Zéland |
| ----- | ----------------- | --------- |
|       | (0–0) Jegyzőkönyv |           |

| Forsyth Barr Stadion, Dunedin Nézőszám: 25 947 Játékvezető: Tori Penso (amerikai) |

| 2023. július 30. 19:00 (UTC+12) |

| Norvégia                                                         | 6–0               | Fülöp-szigetek |
| ---------------------------------------------------------------- | ----------------- | -------------- |
| Haug 6' 17' 90+5' C. Hansen 31' Barker 48' Reiten 53' (11-esből) | (3–0) Jegyzőkönyv |                |

| Eden Park, Auckland Nézőszám: 34 697 Játékvezető: Marie-Soleil Beaudoin (kanadai) |

### B csoport
| Hely. | Csapat     | M | Gy | D | V | G+ | G– | Gk | P | Továbbjutás                             |
| ----- | ---------- | - | -- | - | - | -- | -- | -- | - | --------------------------------------- |
| 1.    | Ausztrália | 3 | 2  | 0 | 1 | 7  | 3  | +4 | 6 | Továbbjut az egyenes kieséses szakaszba |
| 2.    | Nigéria    | 3 | 1  | 2 | 0 | 3  | 2  | +1 | 5 | Továbbjut az egyenes kieséses szakaszba |
| 3.    | Kanada     | 3 | 1  | 1 | 1 | 2  | 5  | −3 | 4 |                                         |
| 4.    | Írország   | 3 | 0  | 1 | 2 | 1  | 3  | −2 | 1 |                                         |

| 2023. július 20. 20:00 (UTC+10) |

| Ausztrália            | 1–0               | Írország |
| --------------------- | ----------------- | -------- |
| Catley 52' (11-esből) | (0–0) Jegyzőkönyv |          |

| Sydney Football Stadion, Sydney Nézőszám: 75 784 Játékvezető: Edina Alves Batista (brazil) |

| 2023. július 21. 12:30 (UTC+10) |

| Nigéria | 0–0               | Kanada |
| ------- | ----------------- | ------ |
|         | (0–0) Jegyzőkönyv |        |

| AAMI Park, Melbourne Nézőszám: 21 410 Játékvezető: Lina Lehtovaara (finn) |

| 2023. július 26. 20:00 (UTC+8) |

| Kanada                  | 2–1               | Írország  |
| ----------------------- | ----------------- | --------- |
| Connolly 45+5' Leon 53' | (1–1) Jegyzőkönyv | McCabe 4' |

| Perth Oval, Perth Nézőszám: 17 065 Játékvezető: Laura Fortunato (argentin) |

| 2023. július 27. 20:00 (UTC+10) |

| Ausztrália                   | 2–3               | Nigéria                          |
| ---------------------------- | ----------------- | -------------------------------- |
| van Egmond 45+1' Kennedy 53' | (1–1) Jegyzőkönyv | Kanu 45+6' Ohale 65' Oshoala 72' |

| Lang Park, Brisbane Nézőszám: 49 156 Játékvezető: Esther Staubli (svájci) |

| 2023. július 31. 20:00 (UTC+10) |

| Kanada | 0–4               | Ausztrália                                     |
| ------ | ----------------- | ---------------------------------------------- |
|        | (0–2) Jegyzőkönyv | Raso 9' 39' Fowler 58' Catley 90+4' (11-esből) |

| AAMI Park, Melbourne Nézőszám: 27 706 Játékvezető: Stéphanie Frappart (francia) |

| 2023. július 31. 20:00 (UTC+10) |

| Írország | 0–0               | Nigéria |
| -------- | ----------------- | ------- |
|          | (0–0) Jegyzőkönyv |         |

| Lang Park, Brisbane Nézőszám: 24 884 Játékvezető: Katia Itzel Garcia (mexikói) |

### C csoport
| Hely. | Csapat        | M | Gy | D | V | G+ | G– | Gk  | P | Továbbjutás                             |
| ----- | ------------- | - | -- | - | - | -- | -- | --- | - | --------------------------------------- |
| 1.    | Japán         | 3 | 3  | 0 | 0 | 11 | 0  | +11 | 9 | Továbbjut az egyenes kieséses szakaszba |
| 2.    | Spanyolország | 3 | 2  | 0 | 1 | 8  | 4  | +4  | 6 | Továbbjut az egyenes kieséses szakaszba |
| 3.    | Zambia        | 3 | 1  | 0 | 2 | 3  | 11 | −8  | 3 |                                         |
| 4.    | Costa Rica    | 3 | 0  | 0 | 3 | 1  | 8  | −7  | 0 |                                         |

| 2023. július 21. 19:30 (UTC+12) |

| Spanyolország                          | 3–0               | Costa Rica |
| -------------------------------------- | ----------------- | ---------- |
| del Campo 21' Bonmatí 23' González 27' | (3–0) Jegyzőkönyv |            |

| Wellington Regional Stadion, Wellington Nézőszám: 22 966 Játékvezető: Casey Reibelt (ausztrál) |

| 2023. július 22. 19:00 (UTC+12) |

| Zambia | 0–5               | Japán                                                           |
| ------ | ----------------- | --------------------------------------------------------------- |
|        | (0–1) Jegyzőkönyv | Mijazava 43' 62' Tanaka Mi. 55' Endó 71' Ueki 90+11' (11-esből) |

| Waikato Stadion, Hamilton Nézőszám: 16 111 Játékvezető: Tess Olofsson (svéd) |

| 2023. július 26. 17:00 (UTC+12) |

| Japán                    | 2–0               | Costa Rica |
| ------------------------ | ----------------- | ---------- |
| Naomoto 25' Fudzsino 27' | (2–0) Jegyzőkönyv |            |

| Forsyth Barr Stadion, Dunedin Nézőszám: 6 992 Játékvezető: Maria Sole Ferrieri Caputi (olasz) |

| 2023. július 26. 19:30 (UTC+12) |

| Spanyolország                                | 5–0               | Zambia |
| -------------------------------------------- | ----------------- | ------ |
| Abelleira 9' Hermoso 13' 70' Redondo 69' 85' | (2–0) Jegyzőkönyv |        |

| Eden Park, Auckland Nézőszám: 20 983 Játékvezető: Oh Hyeon-jeong (dél-koreai) |

| 2023. július 31. 19:00 (UTC+12) |

| Japán                                    | 4–0               | Spanyolország |
| ---------------------------------------- | ----------------- | ------------- |
| Mijazava 12' 40' Ueki 29' Tanaka Mi. 82' | (3–0) Jegyzőkönyv |               |

| Wellington Regional Stadion, Wellington Nézőszám: 20 957 Játékvezető: Katja Koroleva (amerikai) |

| 2023. július 31. 19:00 (UTC+12) |

| Costa Rica  | 1–3         | Zambia                                              |
| ----------- | ----------- | --------------------------------------------------- |
| Herrera 47' | Jegyzőkönyv | Mweemba 3' B. Banda 31' (11-esből) Kundananji 90+3' |

| Waikato Stadion, Hamilton Nézőszám: 8 117 Játékvezető: Bouchra Karboubi (marokkói) |

### D csoport
| Hely. | Csapat | M | Gy | D | V | G+ | G– | Gk | P | Továbbjutás                             |
| ----- | ------ | - | -- | - | - | -- | -- | -- | - | --------------------------------------- |
| 1.    | Anglia | 3 | 3  | 0 | 0 | 8  | 1  | +7 | 9 | Továbbjut az egyenes kieséses szakaszba |
| 2.    | Dánia  | 3 | 2  | 0 | 1 | 3  | 1  | +2 | 6 | Továbbjut az egyenes kieséses szakaszba |
| 3.    | Kína   | 3 | 1  | 0 | 2 | 2  | 7  | −5 | 3 |                                         |
| 4.    | Haiti  | 3 | 0  | 0 | 3 | 0  | 4  | −4 | 0 |                                         |

| 2023. július 22. 19:30 (UTC+10) |

| Anglia                 | 1–0               | Haiti |
| ---------------------- | ----------------- | ----- |
| Stanway 29' (11-esből) | (1–0) Jegyzőkönyv |       |

| Lang Park, Brisbane Nézőszám: 44 369 Játékvezető: Emikar Calderas Barrera (venezuelai) |

| 2023. július 22. 20:00 (UTC+8) |

| Dánia          | 1–0               | Kína |
| -------------- | ----------------- | ---- |
| Vangsgaard 90' | (0–0) Jegyzőkönyv |      |

| Perth Oval, Perth Nézőszám: 16 989 Játékvezető: Marie-Soleil Beaudoin (kanadai) |

| 2023. július 28. 18:30 (UTC+10) |

| Anglia   | 1–0               | Dánia |
| -------- | ----------------- | ----- |
| James 6' | (1–0) Jegyzőkönyv |       |

| Sydney Football Stadion, Sydney Nézőszám: 40 439 Játékvezető: Tess Olofsson (svéd) |

| 2023. július 28. 20:30 (UTC+9:30) |

| Kína                      | 1–0               | Haiti |
| ------------------------- | ----------------- | ----- |
| Vang Suang 74' (11-esből) | (0–0) Jegyzőkönyv |       |

| Hindmarsh Stadion, Adelaide Nézőszám: 12 675 Játékvezető: Marta Huerta de Aza (spanyol) |

| 2023. augusztus 1. 20:30 (UTC+9:30) |

| Kína                      | 1–6               | Anglia                                             |
| ------------------------- | ----------------- | -------------------------------------------------- |
| Vang Suang 57' (11-esből) | (0–3) Jegyzőkönyv | Russo 4' Hemp 26' James 41' 65' Kelly 77' Daly 84' |

| Hindmarsh Stadion, Adelaide Nézőszám: 13 497 Játékvezető: Casey Reibelt (ausztrál) |

| 2023. augusztus 1. 19:00 (UTC+8) |

| Haiti | 0–2               | Dánia                                    |
| ----- | ----------------- | ---------------------------------------- |
|       | (0–1) Jegyzőkönyv | Harder 21' (11-esből) Troelsgaard 90+10' |

| Perth Oval, Perth Nézőszám: 17 897 Játékvezető: Oh Hyeon-jeong (dél-koreai) |

### E csoport
| Hely. | Csapat           | M | Gy | D | V | G+ | G– | Gk  | P | Továbbjutás                             |
| ----- | ---------------- | - | -- | - | - | -- | -- | --- | - | --------------------------------------- |
| 1.    | Hollandia        | 3 | 2  | 1 | 0 | 9  | 1  | +8  | 7 | Továbbjut az egyenes kieséses szakaszba |
| 2.    | Egyesült Államok | 3 | 1  | 2 | 0 | 4  | 1  | +3  | 5 | Továbbjut az egyenes kieséses szakaszba |
| 3.    | Portugália       | 3 | 1  | 1 | 1 | 2  | 1  | +1  | 4 |                                         |
| 4.    | Vietnám          | 3 | 0  | 0 | 3 | 0  | 12 | −12 | 0 |                                         |

| 2023. július 22. 13:00 (UTC+12) |

| Egyesült Államok          | 3–0               | Vietnám |
| ------------------------- | ----------------- | ------- |
| Smith 14' 45+7' Horan 77' | (2–0) Jegyzőkönyv |         |

| Eden Park, Auckland Nézőszám: 41 107 Játékvezető: Bouchra Karboubi (marokkói) |

| 2023. július 23. 19:30 (UTC+12) |

| Hollandia         | 1–0               | Portugália |
| ----------------- | ----------------- | ---------- |
| van der Gragt 45' | (1–0) Jegyzőkönyv |            |

| Forsyth Barr Stadion, Dunedin Nézőszám: 11 991 Játékvezető: Katerina Monzul (ukrán) |

| 2023. július 27. 13:00 (UTC+12) |

| Egyesült Államok | 1–1               | Hollandia |
| ---------------- | ----------------- | --------- |
| Horan 62'        | (0–1) Jegyzőkönyv | Roord 17' |

| Wellington Regional Stadion, Wellington Nézőszám: 27 312 Játékvezető: Jamasita Josimi (japán) |

| 2023. július 27. 19:30 (UTC+12) |

| Portugália                 | 2–0               | Vietnám |
| -------------------------- | ----------------- | ------- |
| Encarnação 7' Nazareth 21' | (2–0) Jegyzőkönyv |         |

| Waikato Stadion, Hamilton Nézőszám: 6 645 Játékvezető: Salima Mukansanga (ruandai) |

| 2023. augusztus 1. 19:00 (UTC+12) |

| Portugália | 0–0               | Egyesült Államok |
| ---------- | ----------------- | ---------------- |
|            | (0–0) Jegyzőkönyv |                  |

| Eden Park, Auckland Nézőszám: 42 958 Játékvezető: Rebecca Welch (angol) |

| 2023. augusztus 1. 19:00 (UTC+12) |

| Vietnám | 0–7               | Hollandia                                                           |
| ------- | ----------------- | ------------------------------------------------------------------- |
|         | (0–5) Jegyzőkönyv | Martens 8' Snoeijs 11' Brugts 18' 57' Roord 23' 83' van de Donk 45' |

| Forsyth Barr Stadion, Dunedin Nézőszám: 8 215 Játékvezető: Ivana Martinčić (horvát) |

### F csoport
| Hely. | Csapat        | M | Gy | D | V | G+ | G– | Gk | P | Továbbjutás                             |
| ----- | ------------- | - | -- | - | - | -- | -- | -- | - | --------------------------------------- |
| 1.    | Franciaország | 3 | 2  | 1 | 0 | 8  | 4  | +4 | 7 | Továbbjut az egyenes kieséses szakaszba |
| 2.    | Jamaica       | 3 | 1  | 2 | 0 | 1  | 0  | +1 | 5 | Továbbjut az egyenes kieséses szakaszba |
| 3.    | Brazília      | 3 | 1  | 1 | 1 | 5  | 2  | +3 | 4 |                                         |
| 4.    | Panama        | 3 | 0  | 0 | 3 | 3  | 11 | −8 | 0 |                                         |

| 2023. július 23. 20:00 (UTC+10) |

| Franciaország | 0–0               | Jamaica |
| ------------- | ----------------- | ------- |
|               | (0–0) Jegyzőkönyv |         |

| Sydney Football Stadion, Sydney Nézőszám: 39 045 Játékvezető: María Carvajal (chilei) |

| 2023. július 24. 20:30 (UTC+9:30) |

| Brazília                                 | 4–0               | Panama |
| ---------------------------------------- | ----------------- | ------ |
| Ary Borges 19' 39' 70' Bia Zaneratto 48' | (2–0) Jegyzőkönyv |        |

| Hindmarsh Stadion, Adelaide Nézőszám: 13 142 Játékvezető: Cheryl Foster (walesi) |

| 2023. július 29. 20:00 (UTC+10) |

| Franciaország            | 2–1               | Brazília    |
| ------------------------ | ----------------- | ----------- |
| Le Sommer 17' Renard 83' | (1–0) Jegyzőkönyv | Debinha 58' |

| Lang Park, Brisbane Nézőszám: 49 378 Játékvezető: Kate Jacewicz (ausztrál) |

| 2023. július 29. 20:30 (UTC+8:00) |

| Panama | 0–1   | Jamaica      |
| ------ | ----- | ------------ |
|        | (0–0) | A. Swaby 56' |

| Perth Oval, Perth Nézőszám: 15 987 Játékvezető: Katerina Monzul (ukrán) |

| 2023. augusztus 2. 20:00 (UTC+10:00) |

| Panama                                     | 3–6               | Franciaország                                                        |
| ------------------------------------------ | ----------------- | -------------------------------------------------------------------- |
| Cox 2' Pinzón 64' (11-esből) L. Cedeño 87' | (1–4) Jegyzőkönyv | Lakrar 17' Diani 28' 37' 52' (11-esből) Le Garrec 45+5' Bècho 90+10' |

| Sydney Football Stadion, Sydney Nézőszám: 40 498 Játékvezető: Laura Fortunato (argentin) |

| 2023. augusztus 2. 20:00 (UTC+10:00) |

| Jamaica | 0–0   | Brazília |
| ------- | ----- | -------- |
|         | (0–0) |          |

| AAMI Park, Melbourne Nézőszám: 27 638 Játékvezető: Esther Staubli (svájci) |

### G csoport
| Hely. | Csapat                  | M | Gy | D | V | G+ | G– | Gk | P | Továbbjutás                             |
| ----- | ----------------------- | - | -- | - | - | -- | -- | -- | - | --------------------------------------- |
| 1.    | Svédország              | 3 | 3  | 0 | 0 | 9  | 1  | +8 | 9 | Továbbjut az egyenes kieséses szakaszba |
| 2.    | Dél-afrikai Köztársaság | 3 | 1  | 1 | 1 | 6  | 6  | 0  | 4 | Továbbjut az egyenes kieséses szakaszba |
| 3.    | Olaszország             | 3 | 1  | 0 | 2 | 3  | 8  | −5 | 3 |                                         |
| 4.    | Argentína               | 3 | 0  | 1 | 2 | 2  | 5  | −3 | 1 |                                         |

| 2023. július 23. 17:00 (UTC+12) |

| Svédország             | 2–1               | Dél-afrikai Köztársaság |
| ---------------------- | ----------------- | ----------------------- |
| Rolfö 65' Ilestedt 90' | (0–0) Jegyzőkönyv | Magaia 48'              |

| Wellington Regional Stadion, Wellington Nézőszám: 11 991 Játékvezető: Katja Koroleva (amerikai) |

| 2023. július 24. 18:00 (UTC+12) |

| Olaszország | 1–0               | Argentína |
| ----------- | ----------------- | --------- |
| Girelli 87' | (0–0) Jegyzőkönyv |           |

| Eden Park, Auckland Nézőszám: 30 889 Játékvezető: Melissa Borjas (hondurasi) |

| 2023. július 28. 12:00 (UTC+12) |

| Argentína           | 2–2               | Dél-afrikai Köztársaság   |
| ------------------- | ----------------- | ------------------------- |
| Braun 74' Núñez 79' | (0–1) Jegyzőkönyv | Mothlalo 30' Kgatlana 66' |

| Forsyth Barr Stadion, Dunedin Nézőszám: 8 834 Játékvezető: Anna-Marie Keighley (új-zélandi) |

| 2023. július 29. 19:30 (UTC+12) |

| Svédország                                                    | 5–0               | Olaszország |
| ------------------------------------------------------------- | ----------------- | ----------- |
| Ilestedt 39' 50' Rolfö 44' Blackstenius 45+1' Blomqvist 90+5' | (3–0) Jegyzőkönyv |             |

| Wellington Regional Stadion, Wellington Nézőszám: 29 143 Játékvezető: Cheryl Foster (walesi) |

| 2023. augusztus 2. 19:00 (UTC+12) |

| Argentína | 0–2               | Svédország                             |
| --------- | ----------------- | -------------------------------------- |
|           | (0–0) Jegyzőkönyv | Blomqvist 66' Rubensson 90' (11-esből) |

| Waikato Stadion, Hamilton Nézőszám: 17 907 Játékvezető: Salima Mukansanga (ruandai) |

| 2023. augusztus 2. 19:00 (UTC+12) |

| Dél-afrikai Köztársaság            | 3–2               | Olaszország               |
| ---------------------------------- | ----------------- | ------------------------- |
| Orsi 32' Magaia 67' Kgatlana 90+2' | (1–1) Jegyzőkönyv | Caruso 11' 74' (11-esből) |

| Wellington Regional Stadion, Wellington Nézőszám: 14 967 Játékvezető: María Carvajal (chile) |

### H csoport
| Hely. | Csapat      | M | Gy | D | V | G+ | G– | Gk | P | Továbbjutás                             |
| ----- | ----------- | - | -- | - | - | -- | -- | -- | - | --------------------------------------- |
| 1.    | Kolumbia    | 3 | 2  | 0 | 1 | 4  | 2  | +2 | 6 | Továbbjut az egyenes kieséses szakaszba |
| 2.    | Marokkó     | 3 | 2  | 0 | 1 | 2  | 6  | −4 | 6 | Továbbjut az egyenes kieséses szakaszba |
| 3.    | Németország | 3 | 1  | 1 | 1 | 8  | 3  | +5 | 4 |                                         |
| 4.    | Dél-Korea   | 3 | 0  | 1 | 2 | 1  | 4  | −3 | 1 |                                         |

| 2023. július 24. 18:30 (UTC+10) |

| Németország                                              | 6–0               | Marokkó |
| -------------------------------------------------------- | ----------------- | ------- |
| Popp 11' 39' Bühl 46' El Haj 54' Mrabet 79' Schüller 90' | (2–0) Jegyzőkönyv |         |

| AAMI Park, Melbourne Nézőszám: 27 256 Játékvezető: Tori Penso (amerikai) |

| 2023. július 25. 12:00 (UTC+10) |

| Kolumbia                        | 2–0               | Dél-Korea |
| ------------------------------- | ----------------- | --------- |
| Usme 30' (11-esből) Caicedo 39' | (2–0) Jegyzőkönyv |           |

| Sydney Football Stadion, Sydney Nézőszám: 24 323 Játékvezető: Rebecca Welch (angol) |

| 2023. július 30. 14:00 (UTC+9:30) |

| Dél-Korea | 0–1               | Marokkó   |
| --------- | ----------------- | --------- |
|           | (0–1) Jegyzőkönyv | Jraïdi 6' |

| Hindmarsh Stadion, Adelaide Nézőszám: 12 886 Játékvezető: Edina Alves Batista (brazil) |

| 2023. július 30. 19:30 (UTC+10) |

| Németország         | 1–2               | Kolumbia                  |
| ------------------- | ----------------- | ------------------------- |
| Popp 89' (11-esből) | (0–0) Jegyzőkönyv | Caicedo 52' Vanegas 90+7' |

| Sydney Football Stadion, Sydney Nézőszám: 40 499 Játékvezető: Melissa Borjas (hondurasi) |

| 2023. augusztus 3. 20:00 (UTC+10) |

| Dél-Korea     | 1–1               | Németország |
| ------------- | ----------------- | ----------- |
| Cso Szojun 6' | (1–1) Jegyzőkönyv | Popp 42'    |

| Lang Park, Brisbane Nézőszám: 38 945 Játékvezető: Anna-Marie Keighley (új-zélandi) |

| 2023. augusztus 3. 18:00 (UTC+8) |

| Marokkó       | 1–0               | Kolumbia |
| ------------- | ----------------- | -------- |
| Lahmari 45+4' | (1–0) Jegyzőkönyv |          |

| Perth Oval, Perth Nézőszám: 17 342 Játékvezető: Maria Sole Ferrieri Caputi (olasz) |

## Egyenes kieséses szakasz

### Ágrajz
|  |               |                         |               |               |               |               |               |               |               |               |               |               |               |  |  |       |       |       |
|  | Nyolcaddöntők | Nyolcaddöntők           | Nyolcaddöntők |               |               | Negyeddöntők  | Negyeddöntők  | Negyeddöntők  |               |               | Elődöntők     | Elődöntők     | Elődöntők     |  |  | Döntő | Döntő | Döntő |
|  | Nyolcaddöntők | Nyolcaddöntők           | Nyolcaddöntők |               |               | Negyeddöntők  | Negyeddöntők  | Negyeddöntők  |               |               | Elődöntők     | Elődöntők     | Elődöntők     |  |  | Döntő | Döntő | Döntő |
|  | augusztus 5.  |                         |               |               |               |               |               |               |               |               |               |               |               |  |  |       |       |       |
|  |               |                         |               |               |               |               |               |               |               |               |               |               |               |  |  |       |       |       |
|  | A1            | Svájc                   | 1             |               |               |               |               |               |               |               |               |               |               |  |  |       |       |       |
|  | A1            | Svájc                   | 1             | augusztus 11. |               |               |               |               |               |               |               |               |               |  |  |       |       |       |
|  | C2            | Spanyolország           | 5             |               |               |               |               |               |               |               |               |               |               |  |  |       |       |       |
|  | C2            | Spanyolország           | 5             |               |               | Spanyolország | Spanyolország | 2             |               |               |               |               |               |  |  |       |       |       |
|  | augusztus 6.  |                         |               |               |               | Spanyolország | Spanyolország | 2             |               |               |               |               |               |  |  |       |       |       |
|  |               |                         | Hollandia     | Hollandia     | 1             |               |               |               |               |               |               |               |               |  |  |       |       |       |
|  | E1            | Hollandia               | Hollandia     | Hollandia     | 1             | 2             |               |               |               |               |               |               |               |  |  |       |       |       |
|  | E1            | Hollandia               |               |               |               | 2             | augusztus 15. |               |               |               |               |               |               |  |  |       |       |       |
|  | G2            | Dél-afrikai Köztársaság | 0             |               |               |               |               |               |               |               |               |               |               |  |  |       |       |       |
|  | G2            | Dél-afrikai Köztársaság | 0             |               |               | Spanyolország | Spanyolország | 2             |               |               |               |               |               |  |  |       |       |       |
|  | augusztus 5.  |                         |               |               |               | Spanyolország | Spanyolország | 2             |               |               |               |               |               |  |  |       |       |       |
|  |               |                         | Svédország    | Svédország    | 1             |               |               |               |               |               |               |               |               |  |  |       |       |       |
|  | C1            | Japán                   | Svédország    | Svédország    | 1             | 3             |               |               |               |               |               |               |               |  |  |       |       |       |
|  | C1            | Japán                   | augusztus 11. |               |               | 3             |               |               |               |               |               |               |               |  |  |       |       |       |
|  | A2            | Norvégia                | 1             |               |               |               |               |               |               |               |               |               |               |  |  |       |       |       |
|  | A2            | Norvégia                | 1             |               |               | Japán         | Japán         | 1             |               |               |               |               |               |  |  |       |       |       |
|  | augusztus 6.  |                         |               |               |               | Japán         | Japán         | 1             |               |               |               |               |               |  |  |       |       |       |
|  |               |                         | Svédország    | Svédország    | 2             |               |               |               |               |               |               |               |               |  |  |       |       |       |
|  | G1            | Svédország              | Svédország    | Svédország    | 2             | 0 (5)         |               |               |               |               |               |               |               |  |  |       |       |       |
|  | G1            | Svédország              |               |               |               | 0 (5)         | augusztus 20. |               |               |               |               |               |               |  |  |       |       |       |
|  | E2            | Egyesült Államok        | 0 (4)         |               |               |               |               |               |               |               |               |               |               |  |  |       |       |       |
|  | E2            | Egyesült Államok        | 0 (4)         |               |               | Spanyolország | Spanyolország | 1             |               |               |               |               |               |  |  |       |       |       |
|  | augusztus 7.  |                         |               |               |               | Spanyolország | Spanyolország | 1             |               |               |               |               |               |  |  |       |       |       |
|  |               |                         | Anglia        | Anglia        | 0             |               |               |               |               |               |               |               |               |  |  |       |       |       |
|  | B1            | Ausztrália              | Anglia        | Anglia        | 0             | 2             |               |               |               |               |               |               |               |  |  |       |       |       |
|  | B1            | Ausztrália              | augusztus 12. |               |               | 2             |               |               |               |               |               |               |               |  |  |       |       |       |
|  | D2            | Dánia                   | 0             |               |               |               |               |               |               |               |               |               |               |  |  |       |       |       |
|  | D2            | Dánia                   | 0             |               |               | Ausztrália    | Ausztrália    | 0 (7)         |               |               |               |               |               |  |  |       |       |       |
|  | augusztus 8.  |                         |               |               |               | Ausztrália    | Ausztrália    | 0 (7)         |               |               |               |               |               |  |  |       |       |       |
|  |               |                         | Franciaország | Franciaország | 0 (6)         |               |               |               |               |               |               |               |               |  |  |       |       |       |
|  | F1            | Franciaország           | Franciaország | Franciaország | 0 (6)         | 4             |               |               |               |               |               |               |               |  |  |       |       |       |
|  | F1            | Franciaország           |               |               |               | 4             | augusztus 16. |               |               |               |               |               |               |  |  |       |       |       |
|  | H2            | Marokkó                 | 0             |               |               |               |               |               |               |               |               |               |               |  |  |       |       |       |
|  | H2            | Marokkó                 | 0             |               |               | Ausztrália    | Ausztrália    | 1             |               |               |               |               |               |  |  |       |       |       |
|  | augusztus 7.  |                         |               |               |               | Ausztrália    | Ausztrália    | 1             |               |               |               |               |               |  |  |       |       |       |
|  |               |                         | Anglia        | Anglia        | 3             |               |               | Bronzmérkőzés | Bronzmérkőzés | Bronzmérkőzés |               |               |               |  |  |       |       |       |
|  | D1            | Anglia                  | Anglia        | Anglia        | 3             | 0 (4)         |               |               |               | Bronzmérkőzés |               |               |               |  |  |       |       |       |
|  | D1            | Anglia                  |               |               | augusztus 12. | augusztus 12. | augusztus 12. |               |               |               | augusztus 19. | augusztus 19. | augusztus 19. |  |  |       |       |       |
|  | B2            | Nigéria                 | 0 (2)         |               | augusztus 12. | augusztus 12. | augusztus 12. |               |               |               | augusztus 19. | augusztus 19. | augusztus 19. |  |  |       |       |       |
|  | B2            | Nigéria                 | 0 (2)         |               |               | Anglia        | Anglia        | 2             | Svédország    | Svédország    | 2             |               |               |  |  |       |       |       |
|  | augusztus 8.  |                         |               |               |               | Anglia        | Anglia        | 2             | Svédország    | Svédország    | 2             |               |               |  |  |       |       |       |
|  |               |                         | Kolumbia      | Kolumbia      | 1             |               |               | Ausztrália    | Ausztrália    | 0             |               |               |               |  |  |       |       |       |
|  | H1            | Kolumbia                | Kolumbia      | Kolumbia      | 1             | 1             |               | Ausztrália    | Ausztrália    | 0             |               |               |               |  |  |       |       |       |
|  | H1            | Kolumbia                |               |               |               |               |               |               |               |               |               |               |               |  |  |       |       |       |
|  | F2            | Jamaica                 | 0             |               |               |               |               |               |               |               |               |               |               |  |  |       |       |       |
|  | F2            | Jamaica                 | 0             |               |               |               |               |               |               |               |               |               |               |  |  |       |       |       |

### Nyolcaddöntők
| 2023. augusztus 5. 17:00 (UTC+12) |

| Svájc      | 1–5               | Spanyolország                                     |
| ---------- | ----------------- | ------------------------------------------------- |
| Codina 11' | (1–4) Jegyzőkönyv | Bonmatí 5' 36' Redondo 17' Codina 45' Hermoso 70' |

| Eden Park, Auckland Nézőszám: 43 217 Játékvezető: Cheryl Foster (walesi) |

| 2023. augusztus 5. 20:00 (UTC+12) |

| Japán                             | 3–1               | Norvégia   |
| --------------------------------- | ----------------- | ---------- |
| Engen 15' Simizu 50' Mijazava 81' | (1–1) Jegyzőkönyv | Reiten 20' |

| Wellington Regional Stadion, Wellington Nézőszám: 33 042 Játékvezető: Edina Alves Batista (brazil) |

| 2023. augusztus 6. 12:00 (UTC+10) |

| Hollandia                | 2–0               | Dél-afrikai Köztársaság |
| ------------------------ | ----------------- | ----------------------- |
| Roord 9' Beerensteyn 68' | (1–0) Jegyzőkönyv |                         |

| Sydney Football Stadion, Sydney Nézőszám: 40 233 Játékvezető: Jamasita Josimi (japán) |

| 2023. augusztus 6. 19:00 (UTC+10) |

| Svédország                                               | 0–0 (h. u.)       | Egyesült Államok                                 |
| -------------------------------------------------------- | ----------------- | ------------------------------------------------ |
|                                                          | (0–0) Jegyzőkönyv |                                                  |
| Büntetőpárbaj                                            |                   |                                                  |
| Rolfö Rubensson Björn Blomqvist Bennison Eriksson Hurtig | 5–4               | Sullivan Horan Mewis Rapinoe Smith Naeher O'Hara |

| AAMI Park, Melbourne Nézőszám: 27 706 Játékvezető: Stéphanie Frappart (francia) |

| 2023. augusztus 7. 17:30 (UTC+10) |

| Ausztrália         | 2–0               | Dánia |
| ------------------ | ----------------- | ----- |
| Foord 29' Raso 70' | (1–0) Jegyzőkönyv |       |

| Lang Park, Brisbane Játékvezető: Rebecca Welch (angol) |

| 2023. augusztus 7. 20:30 (UTC+10) |

| Anglia                               | 0–0 (h. u.)       | Nigéria                           |
| ------------------------------------ | ----------------- | --------------------------------- |
|                                      | (0–0) Jegyzőkönyv |                                   |
| Büntetőpárbaj                        |                   |                                   |
| Stanway England Daly Greenwood Kelly | 4–2               | Oparanozie Alozie Ajibade Ucheibe |

| Australia Stadion, Sydney Nézőszám: 49 461 Játékvezető: Melissa Borjas (hondurasi) |

| 2023. augusztus 8. 18:00 (UTC+10) |

| Kolumbia | 1–0               | Jamaica |
| -------- | ----------------- | ------- |
| Usme 51' | (0–0) Jegyzőkönyv |         |

| AAMI Park, Melbourne Nézőszám: 27 706 Játékvezető: Marta Huerta de Aza (spanyol) |

| 2023. augusztus 8. 20:30 (UTC+9:30) |

| Franciaország                        | 4–0               | Marokkó |
| ------------------------------------ | ----------------- | ------- |
| Diani 15' Dali 20' Le Sommer 23' 70' | (3–0) Jegyzőkönyv |         |

| Hindmarsh Stadion, Adelaide Nézőszám: 13 557 Játékvezető: Tori Penso (amerikai) |

### Negyeddöntők
| 2023. augusztus 11. 13:00 (UTC+12) |

| Spanyolország                            | 2–1 (h. u.)       | Hollandia           |
| ---------------------------------------- | ----------------- | ------------------- |
| Caldentey 81' (11-esből) Paralluelo 111' | (0–0) Jegyzőkönyv | van der Gragt 90+1' |

| Wellington Regional Stadion, Wellington Nézőszám: 32 021 Játékvezető: Stéphanie Frappart (francia) |

| 2023. augusztus 11. 19:30 (UTC+12) |

| Japán      | 1–2               | Svédország                            |
| ---------- | ----------------- | ------------------------------------- |
| Honoka 87' | (0–1) Jegyzőkönyv | Ilestedt 32' Angeldahl 51' (11-esből) |

| Eden Park, Auckland Nézőszám: 43 217 Játékvezető: Esther Staubli (svájci) |

| 2023. augusztus 12. 17:00 (UTC+10) |

| Ausztrália                                                       | 0–0 (h. u.)       | Franciaország                                                            |
| ---------------------------------------------------------------- | ----------------- | ------------------------------------------------------------------------ |
|                                                                  | (0–0) Jegyzőkönyv |                                                                          |
| Büntetőpárbaj                                                    |                   |                                                                          |
| Foord Catley Kerr Fowler Arnold Gorry Yallop Carpenter Hunt Vine | 7–6               | Bacha Diani Renard Le Sommer Périsset Geyoro Karchaoui Lakrar Dali Bècho |

| Lang Park, Brisbane Nézőszám: 49 461 Játékvezető: María Carvajal (chilei) |

| 2023. augusztus 12. 20:30 (UTC+10) |

| Anglia               | 2–1               | Kolumbia   |
| -------------------- | ----------------- | ---------- |
| Hemp 45+7' Russo 63' | (1–1) Jegyzőkönyv | Santos 44' |

| Australia Stadion, Sydney Nézőszám: 75 784 Játékvezető: Katja Koroleva (amerikai) |

### Elődöntők
| 2023. augusztus 15. 19:30 (UTC+12) |

| Spanyolország              | 2–1               | Svédország    |
| -------------------------- | ----------------- | ------------- |
| Paralluelo 81' Carmona 89' | (0–0) Jegyzőkönyv | Blomqvist 88' |

| Eden Park, Auckland Nézőszám: 43 217 Játékvezető: Edina Alves Batista (brazil) |

| 2023. augusztus 16. 20:30 (UTC+10) |

| Ausztrália | 1–3               | Anglia                       |
| ---------- | ----------------- | ---------------------------- |
| Kerr 63'   | (0–1) Jegyzőkönyv | Toone 36' Hemp 71' Russo 86' |

| Australia Stadion, Sydney Nézőszám: 75 784 Játékvezető: Tori Penso (amerikai) |

### Bronzmérkőzés
| 2023. augusztus 19. 18:00 (UTC+10) |

| Svédország                       | 2–0               | Ausztrália |
| -------------------------------- | ----------------- | ---------- |
| Rolfö 30' (11-esből) Asllani 62' | (1–0) Jegyzőkönyv |            |

| Lang Park, Brisbane Nézőszám: 49 461 Játékvezető: Cheryl Foster (walesi) |

### Döntő
| 2023. augusztus 20. 20:00 (UTC+10) |

| Spanyolország | 1–0               | Anglia |
| ------------- | ----------------- | ------ |
| Carmona 29'   | (1–0) Jegyzőkönyv |        |

| Australia Stadion, Sydney Nézőszám: 75 784 Játékvezető: Tori Penso (amerikai) |

| A 2023-as női labdarúgó-világbajnokság győztese |
| · Spanyolország · 1. cím                        |

## Gólszerzők
5 gólos
- Mijazava Hinata

4 gólos
- Kadidiatou Diani
- Jill Roord
- Alexandra Popp
- Amanda Ilestedt

3 gólos
- Lauren Hemp
- Lauren James
- Alessia Russo
- Hayley Raso
- Ary Borges
- Eugénie Le Sommer
- Sophie Román Haug
- Aitana Bonmatí
- Jennifer Hermoso
- Alba Redondo
- Rebecka Blomqvist
- Fridolina Rolfö

2 gólos
- Lindsey Horan
- Sophia Smith
- Steph Catley
- Thembi Kgatlana
- Hildah Magaia
- Esmee Brugts
- Stefanie van der Gragt
- Tanaka Mina
- Ueki Riko
- Vang Suang
- Linda Caicedo
- Catalina Usme
- Arianna Caruso
- Guro Reiten
- Olga Carmona
- Salma Paralluelo

1 gólos
- Rachel Daly
- Chloe Kelly
- Georgia Stanway
- Ella Toone
- Sophia Braun
- Romina Núñez
- Caitlin Foord
- Mary Fowler
- Alanna Kennedy
- Samantha Kerr
- Emily van Egmond
- Bia Zaneratto
- Debinha
- Melissa Herrera
- Pernille Harder
- Sanne Troelsgaard
- Amalie Vangsgaard
- Linda Motlhalo
- Cso Szojun
- Vicki Bècho
- Kenza Dali
- Maëlle Lakrar
- Léa Le Garrec
- Wendie Renard
- Sarina Bolden
- Daniëlle van de Donk
- Lieke Martens
- Katja Snoeijs
- Katie McCabe
- Allyson Swaby
- Endó Dzsun
- Fudzsino Aoba
- Hajasi Honoka
- Naomoto Hikaru
- Simizu Risza
- Adriana Leon
- Leicy Santos
- Manuela Vanegas
- Ibtissam Jraïdi
- Anissa Lahmari
- Klara Bühl
- Lea Schüller
- Uchenna Kanu
- Osinachi Ohale
- Asisat Oshoala
- Caroline Graham Hansen
- Cristiana Girelli
- Lineth Cedeño
- Marta Cox
- Yomira Pinzón
- Telma Encarnação
- Francisca Nazareth
- Teresa Abelleira
- Mariona Caldentey
- Laia Codina
- Esther González
- Ramona Bachmann
- Seraina Piubel
- Filippa Angeldahl
- Kosovare Asllani
- Stina Blackstenius
- Elin Rubensson
- Hannah Wilkinson
- Barbra Banda
- Racheal Kundananji
- Lushomo Mweemba

1 öngólos
- Valeria del Campo ( Spanyolország ellen)
- Alicia Barker ( Norvégia ellen)
- Megan Connolly ( Kanada ellen)
- Hanane Aït El Haj ( Németország ellen)
- Zineb Redouani ( Németország ellen)
- Ingrid Syrstad Engen ( Japán ellen)
- Benedetta Orsi ( Dél-afrikai Köztársaság ellen)
- Laia Codina ( Svájc ellen)